# Caricea xanthogaster
Caricea xanthogaster är en tvåvingeart som beskrevs av Shinonaga 2003. Caricea xanthogaster ingår i släktet Caricea och familjen husflugor. Inga underarter finns listade i Catalogue of Life.